# 夢いろ土曜日
夢いろ土曜日（ゆめいろどようび）は、北海道放送（HBCラジオ）で1986年4月5日から1988年10月1日までの毎週土曜日に放送されていたワイド番組。

## 概要
1985年10月、これまで長年放送されていた午後のワイド番組『ダイナミックサタデー』の後継番組として『これがラジオだ!』が放送開始され、メインパーソナリティは当時HBCアナウンサーだった松永俊之と村井裕子が担当していた。中継リポーターはこれまで放送されていた『ダイナミックサタデー』と同様、落語家の三升家勝二（現・8代目三升家小勝）が引き続き担当した。
1986年4月5日からは、『夢いろ土曜日 これがラジオだ!』として、メインパーソナリティは当時HBCアナウンサーだった島森則夫と村井裕子に代わり、放送時間帯は午後のみだった。
1987年10月3日放送分より放送時間が6:40-17:10となり、『お昼の歌謡曲』をはじめとするローカル枠を挟んだ10時間30分に拡大され、午前は夢いろ土曜日 朝から昼まで赤城敏正ですとして当時HBCアナウンサーだった赤城敏正が担当、午後は夢いろ土曜日 晴れた顔して多恵子ですとして当時HBCアナウンサーだった河原多恵子が担当となったが、1988年10月1日まで放送されて終了した。（『ダイナミックサタデー』時代から長年にわたって中継リポーターを担当していた三升家勝二も『夢いろ土曜日 晴れた顔して多恵子です』の番組終了と同時に降板）
後にHBCテレビで放送されていた情報番組『ユメイロ。』とは何の関連性もない。

## 放送されていた番組
- これがラジオだ!
- 夢いろ土曜日 これがラジオだ!
- 夢いろ土曜日 朝から昼まで赤城敏正です
- 夢いろ土曜日 晴れた顔して多恵子です

## 出演者

### これがラジオだ!
- 松永俊之
- 村井裕子
- 三升家勝二（現・8代目三升家小勝）

### 夢いろ土曜日 これがラジオだ!
- 島森則夫
- 村井裕子
- 三升家勝二（現・8代目三升家小勝）

### 夢いろ土曜日 朝から昼まで赤城敏正です
- 赤城敏正

### 夢いろ土曜日 晴れた顔して多恵子です
- 河原多恵子
- 及出泰（現・YASU）
- 三升家勝二（現・8代目三升家小勝）

## 備考
- 『お昼の歌謡曲』をはじめとしたローカル枠を挟んだ二部構成だった頃は、放送時間が裏番組でSTVラジオの『ウイークエンドバラエティ 日高晤郎ショー』より1時間半長く放送していた[2]。
- 『夢いろ土曜日 晴れた顔して多恵子です』では、及出泰（現・YASU）とぬいぐるみ（女性パーソナリティ）がパーソナリティを務めていた『ベストテンほっかいどう週間ランキング』を一コーナーとして放送していた。